# Franciszkowe Łaźnie
Franciszkowe Łaźnie (cz. Františkovy Lázně wymowaⓘ, niem. Franzensbad) – miasto w Czechach, w kraju karlowarskim, w powiecie Cheb. Według danych z 31 grudnia 2007 powierzchnia miasta wynosiła 2574 ha, a liczba jego mieszkańców 5592 osób.

## Demografia
| Rok             | 1970 | 1980 | 1991 | 2001 | 2003 |
| --------------- | ---- | ---- | ---- | ---- | ---- |
| Liczba ludności | 4849 | 5192 | 5184 | 5261 | 5355 |

Źródło: Czeski Urząd Statystyczny

## Historia
Lecznicze walory tutejszych wód mineralnych były znane już od XI w., jednak w późniejszych czasach uzdrowisko stało zawsze w cieniu większych i sławniejszych sąsiednich zdrojów: Karlowych Warów i Mariańskich Łaźni. Ich rozwój przypadł na koniec XVIII w., kiedy szerszej sławy zaznało (znane już od średniowiecza) źródło wody mineralnej określane jako „Chebská kyselka” (szczawa chebska), a nazwane później „Franciszkowym” (czes. Františkovy pramen) na cześć cesarza Franciszka II Habsburga. Pierwszy oficjalny sezon zdrojowy przypadł na rok 1793 r. Również nazwę uzdrowisko uzyskało od imienia cesarza. Do roku 1849 należało ono do miasta Cheb. Prawa miejskie uzyskało w roku 1865.
W 1930 r. uzdrowisko gościło ok. 17 tys. kuracjuszy, z czego blisko 47% stanowili goście zagraniczni.

## Współpraca
- Bad Soden am Taunus, Niemcy
- Niżny Tagił, Rosja